# Romboencefalosinapsi
La romboencefalosinapsi è una malformazione estremamente rara della fossa cranica posteriore, caratterizzata da fusione degli emisferi cerebellari, dei peduncoli mediali, dei nuclei dentati e dall'assenza (ipo-agenesia) del verme cerebellare. Descritta per la prima volta nel 1914 da Obersteiner durante un esame autoptico, il nome Romboencefalosinapsi (RES) è stato coniato da Gross e Hoff nel 1959. La RES è considerata una malformazione sporadica, dovuta ad una mutazione autosomica dominante insorta “de novo”; l'incidenza alla nascita è stimata essere intorno allo 0,13%.

## Etiologia
Secondo la teoria più accreditata, la fusione degli emisferi cerebellari non sarebbe dovuta ad un alterato sviluppo del verme, bensì ad un primitivo difetto nella differenziazione del verme cerebellare stesso. In Letteratura sono descritti casi di RES in cui sono state individuate alterazioni cromosomiche (delezione del cromosoma 2q e traslocazione sbilanciata 2p;10q); questo spiegherebbe i casi di ricorrenza familiare descritti in Letteratura. Anche fattori ambientali sono stati considerati nella genesi della RES, in particolare il diabete mellito insulino-dipendente e l'assunzione di fenilciclidina all'inizio della gravidanza.

## Diagnosi prenatale
In Letteratura sono riportati pochi casi di diagnosi ecografica prenatale di RES.  La diagnosi di sospetto può essere posta in corso di esame ecografico del 2º trimestre quando vi è  mancata visualizzazione del verme cerebellare. In tal caso il diametro trasverso cerebellare risulta più piccolo, ma il cervelletto non è ipoplasico. Nei casi riportati in Letteratura, la RES viene sospettata dopo aver posto diagnosi di ventricolomegalia.
La diagnosi è confermata esclusivamente alla RMN in cui si osserva: emisferi cerebellari fusi, verme assente o ipoplasico, IV ventricolo piccolo e nuclei dentati fusi. La RES può presentarsi come malformazione isolata della fossa cranica posteriore o in associazione ad altre anomalie intracraniche. Frequentemente si osserva dilatazione del sistema ventricolare sopratentoriale. L'idrocefalo, secondario ad ostruzione dell'acquedotto di Silvio, è spesso il primo segno rilevato in corso di esame ecografico.  Le anomalie intracraniche descritte in Letteratura sono: oloprosencefalia, assenza del setto pellucido, assenza/ipoplasia del corpo calloso, ipoplasia olivare, anomalie del sistema limbico, fusione dei talami, displasia setto-ottica, anomalie del chiasma ottico, malformazioni corticali e sinostosi multiple delle suture craniche. Descritta anche l'associazione con dismorfismi cranio-facciali (ipertelorismo, fronte prominente, orecchie con impianto basso o ruotate posteriormente, microretrognazia, etc.) e con anomalie extracraniche a carico degli apparati cardiovascolare, respiratorio, urinario e scheletrico (segmentazione e fusione delle vertebre, difetti del radio, polidattilia, sindattilia, ipoplasia falangi e duplicazione pollici).  La RES può rientrare anche in diversi quadri sindromici, quali:
• S. di Gomez-Lopez-Hernandez, in cui si osservano turricefalia, alopecia tempoparietale, anestesia del trigemino;
• Sequenza VACTREL;
• Sequenza VACTREL-H.

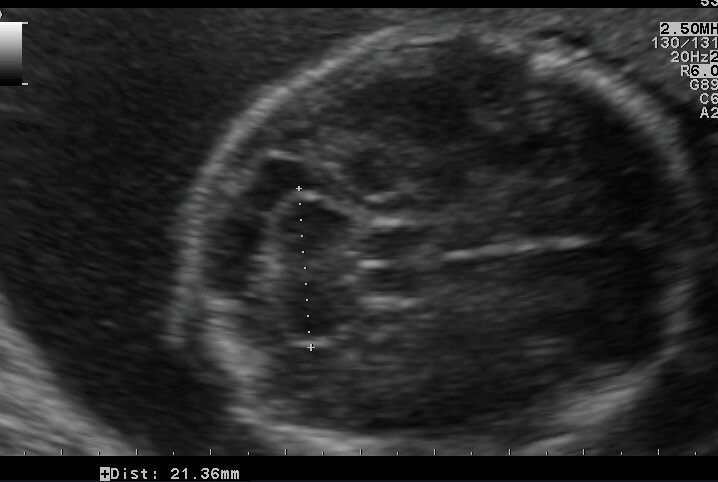
Si osservano i due emisferi cerebellari mancanti della struttura centrale del verme
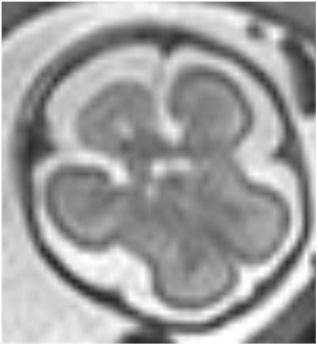
Stesso caso, Risonanza magnetica, si osservano i due emisferi cerebellari mancanti della struttura centrale del verme

## Disturbi clinici
In base all'interessamento delle strutture sopratentoriali, la RES si manifesta clinicamente con: atassia, ipotonia muscolare, spasticità, strabismo, movimenti anomali degli occhi, disartria e ritardo nello sviluppo.  In Letteratura sono descritti anche disordini cognitivi, disturbi dell'attenzione, comportamento auto-lesivo e disturbi ossessivo-compulsivi.